# 訃報 1995年11月
訃報 1995年11月（ふほう 1995ねん11がつ）では、1995年（平成7年）11月中に物故した、又は物故が報じられた人物についてまとめる。

## （1日 - 15日）

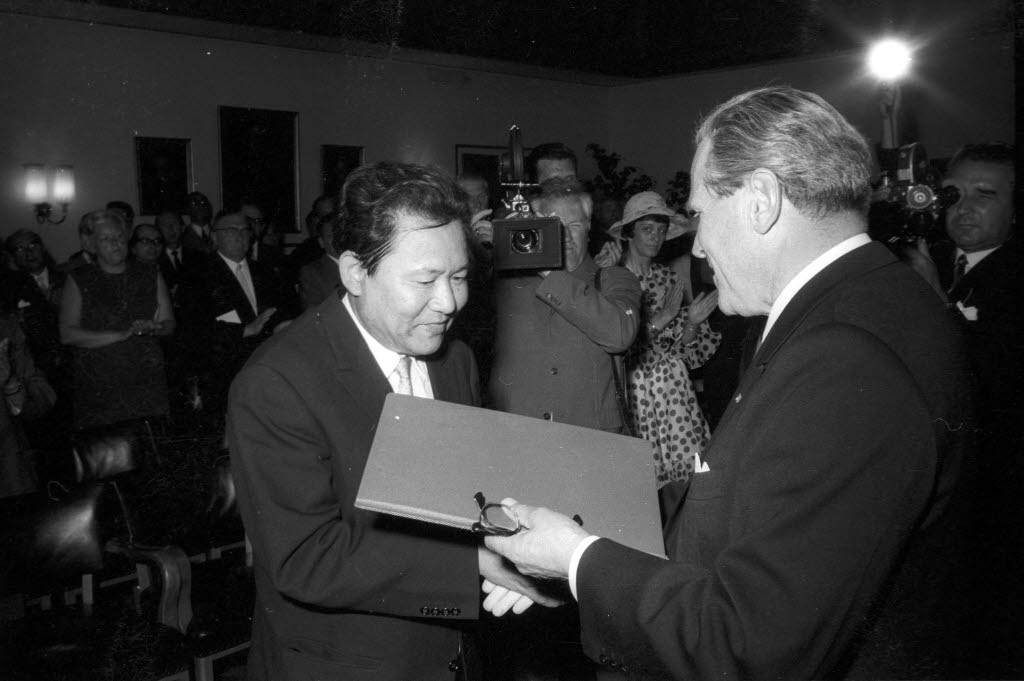
尹伊桑（左） / 11月3日没

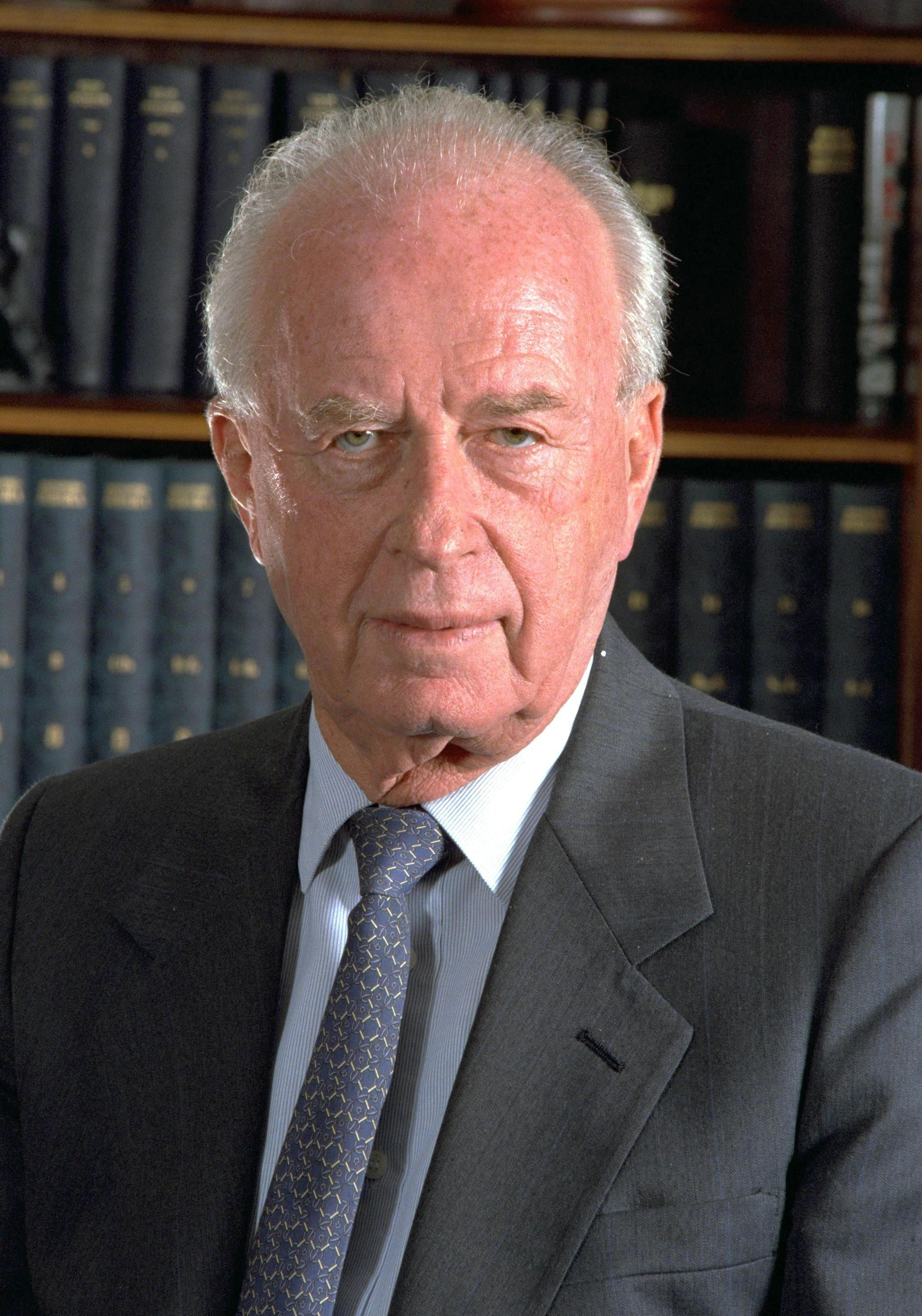
イツハク・ラビン / 11月4日没

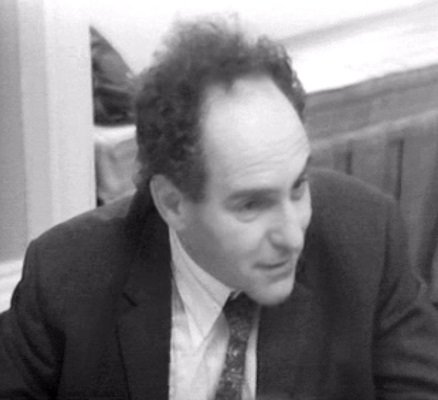
アーネスト・ゲルナー / 11月5日没

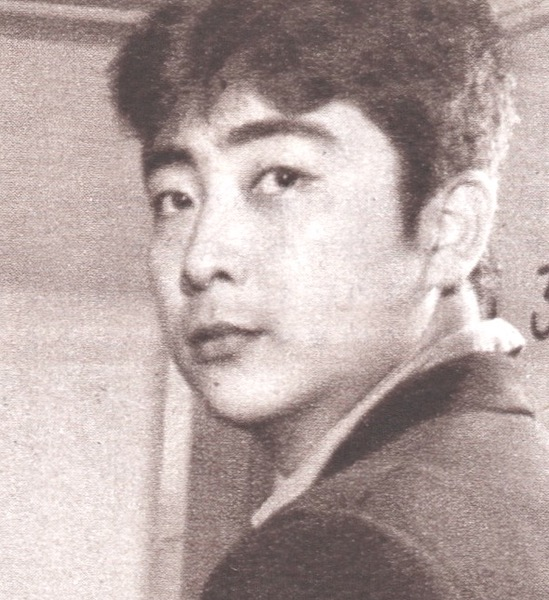
武藤章生 / 11月5日没

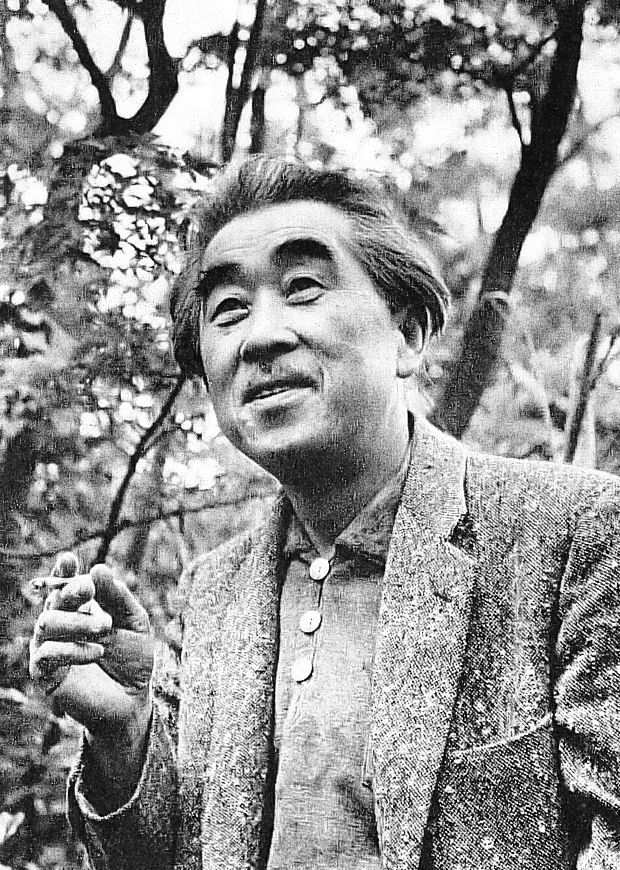
向井潤吉 / 11月14日没

- 11月3日 - 尹伊桑、作曲家（* 1917年）
- 11月4日 - 鹿島俊雄、政治家・元郵政大臣（* 1907年）
- 11月4日 - イツハク・ラビン、イスラエル首相（* 1922年）
- 11月5日 - アーネスト・ゲルナー、歴史学者・哲学者（* 1925年）
- 11月5日 - 武藤章生、俳優（* 1935年）
- 11月9日 - ロバート・O・クック、音響監督（* 1903年）
- 11月14日 - 向井潤吉、洋画家（* 1901年）
- 11月15日 - 今西壽雄、登山家（* 1914年）

## （16日 - 30日）

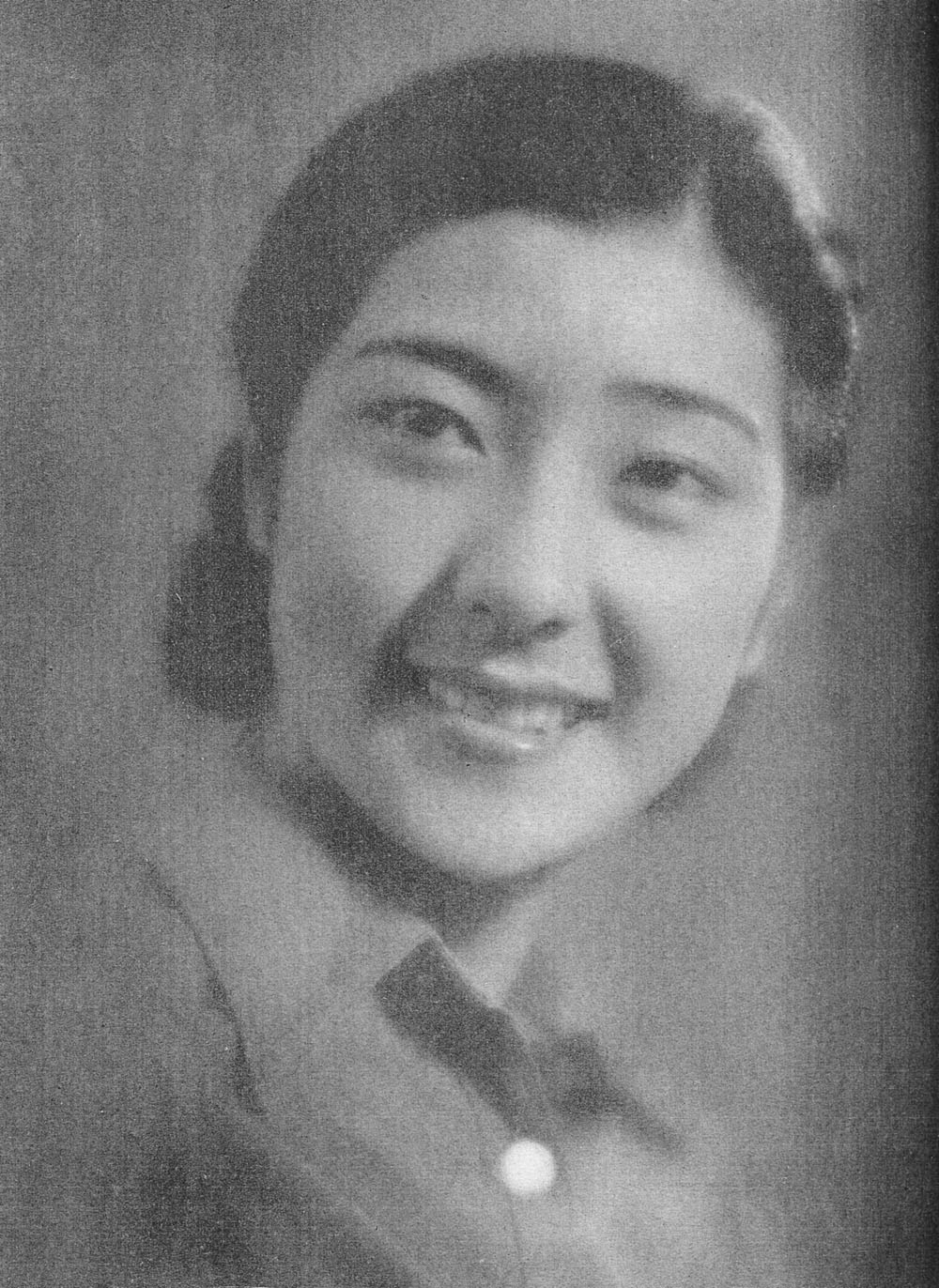
高杉早苗 / 11月26日没

- 11月17日 - 平岡一郎、元プロ野球選手（* 1945年）
- 11月20日 - 須田開代子、プロボウラー（* 1938年）
- 11月20日 - セルゲイ・グリンコフ、フィギュアスケート選手（* 1967年）
- 11月26日 - 高杉早苗、女優（* 1918年）
- 11月27日 - 高森玄、俳優（* 1941年）
- 11月28日 - 横沢三郎、元プロ野球選手・審判員（* 1904年）
- 11月29日 - 田中千禾夫、劇作家（* 1905年）
- 11月30日 - 田宮高麿、テロリスト・新左翼活動家（* 1943年）